# رائد الفضاء الفقيد
رائد الفضاء الفقيد هو تمثال منحوت من الألومنيوم صنع تخليدا لذكرى رواد الفضاء الذين قضوا نحبهم في سبيل البحث العلمي واستكشاف الكون، يبلغ طوله حوالي 8,5 سم ويجسد هيئة رائد فضاء مرتديا بذلته، وضعه طاقم مركبة الفضاء أبولو 15 في الأول من أغسطس عام 1971م على سفح جبل هادلي ريلا على القمر. ليكون القطعة الفنية الوحيدة الموجودة على سطح القمر.

## التاريخ
قام الفنان البلجيكي بول فان هويدونك بنحت التمثال بعد أن التقى رائد الفضاء ديفيد سكوت في حفل عشاء. واتفقا على أن فان هويدونك سيقوم بنحت تمثال صغير ليوضع على سطح القمر بواسطة سكوت، على الرغم من اختلافهما في سرد تفاصيل اللقاء، فطبقا لرواية سكوت كان الغرض منها هو إحياء ذكرى رواد الفضاء الذين فقدوا حياتهم في سبيل استكشاف الفضاء، وصمم سكوت لوحة بشكل منفصل تحتوي أسماء الرواد الذين ماتوا. أما فان هويدونك فقد اعطى مجموعة من القيود للتصميم مثل أن يكون النحت خفيف الوزن وقوي، وقادر على تحمل درجات الحرارة القصوى للقمر، وألا يظهر على التمثال دلالات تشير إلى جنسه أو عرقه، وذلك لتجنب الإستغلال التجاري للفضاء، كما تم الاتفاق على أن لا يتم الإعلان عن اسم فان هويدونك للعامة، ولكن هويدونك أنكر أمر هذا الاتفاق. تحمل رواية فان هويدونك مجموعة مختلفة من الأحداث التي أدت إلى خلق العمل. ووفقا لمقابلة معه في صحيفة لوسوار البلجيكية، كان من المفترض أن يمثل التمثال البشرية جمعاء، ولا يقتصر على رواد الفضاء الذين خسروا حياتهم، كما ذكر أنه لم يكن يعرف أن التمثال سيستخدم كنصب تذكاري لرواد الفضاء الذين ماتوا، وذكر أيضا أن الاسم الذي يطلق الآن على العمل لم يكن من اختياره ولم يوافق عليه، وأنه كان ينوي أن يكون التمثال واقفا منتصبا وليس ملقى على ظهره كما هو الحال الآن.

## اللوحة
في 1 أغسطس 1971، وضع رائد الفضاء الفقيد على سطح القمر من قبل طاقم أبولو 15، بجانب لوحة تحمل أسماء ثمانية رواد فضاء أمريكيين وستة رواد فضاء سوفيت لقوا حتفهم، وهم:
- ثيودور فريمان (31 أكتوبر 1964، في حادث طائرة)
- تشارلز باسيت (28 فبراير 1966، في حادث طائرة)
- إليوت انظر (28 فبراير 1966، في حادث طائرة)
- غوس غريسوم (27 يناير 1967، أبولو 1 حريق)
- روجر تشافي ب (27 يناير 1967، أبولو 1 حريق)
- إدوارد وايت (27 يناير 1967، أبولو 1 حريق)
- فلاديمير كوماروف (24 أبريل 1967، سويوز 1 عطل المظلة اثناء إعادة العودة)
- إدوارد معطيات (6 يونيو 1967 حادث سيارة)
- كليفتون ويليامز (5 أكتوبر 1967، في حادث طائرة)
- يوري غاغارين (27 مارس 1968، في حادث طائرة)
- بافل بيلياييف (يناير 10، 1970، مرض)
- جورجي دوبروفولسكي (30 يونيو 1971، سويوز 11 تسرب الهواء اثناء العودة)
- فيكتور باتستايف(30 يونيو 1971، سويوز 11 تسرب الهواء اثناء العودة)
- فلاديسلاف فولكوف (30 يونيو 1971، سويوز 11 تسرب الهواء اثناء العودة)

وأشار سكوت (قائد بعثة أبولو 15): "للأسف، هناك اسمين غير موجودين (في اللوحة)، وهما فالنتين بوندارينكو وغريغوري نليبوف"، موضحا أنه وبسبب السرية التي أحاطت ببرنامج الفضاء السوفيتي في ذلك الوقت لم يكونوا على علم بوفاتهما. وأيضا ليس على اللوحة اسما اثنين من رواد الفضاءالأمريكي، وهما مايكل جيمس آدامز الذي توفي في حادث اثناء التدريب على برنامج المختبر المداري عام 1967، وروبرت هنري لورانس أول رائد فضاء أمريكي من أصل إفريقي.

## وصلات خارجية
- Sculpture fabricated at Milgo / Bufkin نسخة محفوظة 13 مارس 2012 على موقع واي باك مشين.
- Transcript of NASA News Release 72-189 (September 15, 1972), describing the origin of Fallen Astronaut and the subsequent controversy
- Official NASA photo of Fallen Astronaut on the Moon نسخة محفوظة 5 أكتوبر 2006 على موقع واي باك مشين.
- Apollo 15 Lunar Surface Journal نسخة محفوظة 21 يوليو 2019 على موقع واي باك مشين.
- Observatoire du Land Art (transcript of the book Goden & Astronaut, Banana Press, 1972 (statement, articles, photos))